# Kronotrop
Sådant som påverkar hjärtfrekvensen sägs ha kronotropiska effekter. Normalt kontrolleras hjärtat av sympatiska och parasympatiska signaler, som har positiv respektive negativ kronotropisk effekt på hjärtrytmen. Utan vare sig sympatiskt eller parasympatiskt påslag skulle SA-knutans egna intrinsiska takt avgöra hjärtrytmen. Denna beror på vävnadens förmåga att depolariseras, vilket avgörs av jonkanaler samt jonpumpar.

## Positiva kronotroper
- Sympaticuspåslag
- Flera katekolaminer och -derivat/analoger:
  - De flesta adrenerga agonister (se adrenerga receptorer)
  - Dopamin

## Negativa kronotroper
- Acetylkolin
- Betablockerare

## Läs även
Kronotropi står i relation till inotropi, dvs sådant som påverkar kontraktiliteten, samt dromotropiska effekter, vilket är sådant som påverkar retledningssystemets konduktionshastighet.